# Już takich nie robią
Już takich nie robią – nieoficjalna, pierwsza płyta Afrontu. Nagrana w łódzkim studiu Marka Dulewicza dzięki zajęciu wysokiego miejsca na wrocławskim festiwalu i kontraktowi z wytwórnią Blend Records. Data premiery krążka była wielokrotnie przekładana, po pewnym czasie kontrakt z Blend Records został rozwiązany, w konsekwencji płyta nie została wydana. W 2007 roku, po namowie słuchaczy, Afront umieścił płytę w internecie.

## Lista utworów
Opracowano na podstawie materiału źródłowego.
1. „Intro” (produkcja: White House) – 0:53
2. „Afront” (produkcja: White House) – 3:19
3. „Historia” (produkcja: O.S.T.R.) – 2:13
4. „Zasady” (produkcja: White House) – 4:19
5. „Milion MC's” (produkcja: Jasiu) – 4:30
6. „Jeszcze niczego nie przeczuwasz” (produkcja: O.S.T.R.) – 2:52
7. „Podgłośń” (produkcja: O.S.T.R.) – 2:45
8. „Czy znasz to?” (produkcja: Jasiu) – 4:17
9. „Leń” (produkcja: O.S.T.R.) – 2:22
10. „Dziesięć” (produkcja: O.S.T.R.) – 1:52
11. „To ten moment” (produkcja: O.S.T.R.) – 3:14